# Elogio della fuga
Elogio della fuga (Éloge de la fuite)  è un saggio scritto dal medico, neurofisiologo, biologo ed etologo Henri Laborit e pubblicato nel 1976.
L'autore analizza  gli aspetti fondamentali della vita, l'amore, la morte, il lavoro, la libertà  ed evidenzia la costante ricerca del piacere, la necessità di cambiamento dell'essere umano ed il desiderio di sfuggire alla sua condizione.